# Public Sector Undertakings, Inde
En Inde, les Public Sector Undertakings, ou PSU (Entreprises du secteur public), sont des entités appartenant à l'État, dont au moins 51 % des parts sont détenues par le gouvernement indien ou les gouvernements des États. Ces entités exercent des fonctions commerciales au nom du gouvernement,. En fonction du niveau de propriété du gouvernement, les PSU sont officiellement classées en deux catégories : Les entreprises du secteur public central (CPSU), détenues par le gouvernement central ou d'autres CPSU, et les entreprises du secteur public d'État (SPSU), détenues par les gouvernements des États. Les CPSU et les SPSU sont ensuite classées en secteurs stratégiques et non stratégiques. En fonction de leurs performances financières et de leurs progrès, les CPSU se voient accorder le statut de Maharatna, Navaratna et Miniratna (catégories I et II). 

## Histoire
Après l'indépendance de l'Inde en 1947, les quelques industries préexistantes n'ont pas suffi à assurer une croissance économique durable. La résolution sur la politique industrielle de 1956, adoptée au cours du deuxième plan quinquennal, a établi le cadre des PSU. Le gouvernement a d'abord donné la priorité aux secteurs stratégiques, tels que les communications, l'irrigation, les produits chimiques et les industries lourdes, puis il a nationalisé les entreprises. Les PSU se sont ensuite étendues à la production de biens de consommation et à des secteurs de services tels que la sous-traitance, le conseil et le transport. Leurs objectifs sont d'augmenter les exportations, de réduire les importations, de favoriser le développement des infrastructures, de stimuler la croissance économique et de créer des opportunités d'emploi. Chaque PSU a ses propres règles de recrutement et l'emploi dans les PSU est très recherché en Inde en raison des salaires élevés et de la sécurité de l'emploi, la plupart préférant les candidats ayant obtenu le score GATE (Graduate Aptitude Test in Engineering (en)).
En 1951, il y avait cinq PSU. En mars 2021, le nombre de ces entités gouvernementales était passé à 365.
Ces entités gouvernementales représentaient un investissement total d'environ 16 410 milliards de roupies au 31 mars 2019. Leur capital libéré total au 31 mars 2019 s'élevait à environ 200,76 lakh crore roupies. Les CPSE ont réalisé un revenu d'environ 24 430 000 000 000 roupies + 1 000 000 000 000 au cours de l'exercice 2018-19.